# Beit HaArava
Beit HaArava (en hebreo: בית הערבה) es un asentamiento israelí y un kibutz ubicado en la Gobernación de Jericó, en Cisjordania (Palestina). Está ubicado cerca del mar Muerto y de la ciudad palestina de Jericó, en el cruce de Beit HaArava, en la intersección de la Carretera 1 y la Carretera 90. Según el sistema administrativo israelí en los territorios ocupados, el asentamiento pertenece a la jurisdicción del Concejo Regional de Meguilot. En 2017 el kibutz tenía una población de 222 habitantes. La comunidad internacional considera que los asentamientos israelíes en la Cisjordania ocupada son ilegales según el derecho internacional, en tanto que suponen una violación de la Cuarta Convención de Ginebra, pero el gobierno israelí no está de acuerdo con esta afirmación.

## Historia
La aldea fue establecida originalmente en 1939 por los miembros europeos de un Movimiento Juvenil Sionista que había huido de la Alemania nazi y que había buscado refugio en el Mandato británico de Palestina, como parte de la joven aliyá. David Coren, quien más tarde fue un miembro del parlamento israelí, la Knéset, también estuvo entre los miembros fundadores del kibutz. El asentamiento fue nombrado como la aldea bíblica del mismo nombre que pertenecía a la tribu de Benjamín (Josué 18:22) y que estaba ubicada en la llanura de Aravá. Su nombre significa: "La casa en el desierto".
Según el Fondo Nacional Judío, el kibutz se hizo famoso por sus experimentos sobre la recuperación del terreno y los habitantes del kibutz recuperaron unas tierras que parecían poco rentables.
En 1947, Beit HaArava tenía una población de más de 200 personas. El 20 de mayo de 1948, después de no haber logrado un acuerdo con el rey Abdullah de Transjordania, Beit HaArava y el cercano kibutz Kalia fueron abandonados debido a su aislamiento, durante la guerra árabe-israelí de 1948. Los residentes de ambas aldeas fueron evacuados hacia el puesto avanzado israelí ubicado cerca del monte Sodoma.
Más tarde, sus miembros se alojaron temporalmente en el kibutz Shefayim, y finalmente se dividieron en dos grupos, los cuales en 1949 fundaron los kibutz de Gesher HaZiv y Kabri, ubicados ambos en la Galilea occidental. Según la organización ARIJ, en 1980 el gobierno israelí confiscó 506 dunams de tierras de la aldea palestina de Nabi Musa, para construir el asentamiento de Beit HaArava.
En 1980 el kibutz Beit HaArava fue restablecido como un puesto avanzado de la brigada Nahal, y se convirtió en una comunidad civil en 1986. Hay pocos residentes en el municipio, y la mayor parte de ellos son miembros activos del kibutz. En 2017 la población del kibutz sumaba 222 personas.

## Economía
El parque solar operativo más grande del mundo destinado a la generación de electricidad estuvo ubicado en Beit HaArava, si bien funcionó solo hasta 1988. El parque tenía una superficie de 210.000 metros cuadrados, y generaba una potencia eléctrica de 5 megavatios.